# Ерешко, Александр Сергеевич
Александр Сергеевич Ерешко - российский учёный-агроном, доктор сельскохозяйственных наук, профессор.
Родился в станице Шкуринской, Краснодарский край 10.09.1947 г.  В 1970 году окончил Донской сельскохозяйственный институт по специальности учёный агроном. Работал по распределению в Тульской области, и затем на родной Кубани. 
С 1973 года научный сотрудник Зерноградской селекционной станции, с 1979 года – заведующий лабораторией селекции озимого ячменя. С 1985 года заведующий отделом селекции и семеноводства кукурузы, зам. директора ВНИИ кукурузы по научной работе.
В 1983 году защитил кандидатскую диссертацию в Украинском НИИРСиГ (Харьков) по специальности 06.01.05 - селекция и семеноводство. 
С 1987 года доцент кафедры «Технология производства продукции растениеводства» Азово-Черноморского Института механизации и электрификации сельского хозяйства (г. Зерноград). 
В 2000 году защитил докторскую диссертацию в Кубанском ГАУ по специальности 06.01.05 и возглавил кафедру «Селекция и генетика с/х культур» Азово-Черноморской государственной агроинженерной академии. В 2001 г. присвоено звание профессора.
Автор 19 сортов и гибридов с/х культур. Награжден медалями ВДНХ и нагрудным знаком «Изобретатель СССР». Руководитель 12 магистерских, кандидатских и докторских диссертаций.    
Автор 200 печатных работ, в том числе 7 монографий и книг, 40 методических указаний и учебных пособий. Монографии:
- «Ячмень: от селекции к производству».
- «Озимый ячмень: Технология и урожай».
- «Влияние агротехнических и физических приемов на урожайность ярового ячменя».
- «Совершенствование технологии возделывания ячменя».
- «Озимый ячмень: сорт, удобрение, урожай».

Указом Президента РФ в 2005 г. присвоено почётное звание «Заслуженный агроном Российской Федерации».